# 祇園 (お笑いコンビ)
祇󠄀園（ぎおん）は、吉本興業（大阪本社）所属のお笑いコンビ。2008年結成。NSC大阪校28期生。
baseよしもと→5upよしもとに出演し、2014年2月に卒業した。正式表記はしめすへんが「ネ」の「祇󠄀」で「祇󠄀園」。

## メンバー
木﨑 太郎（きざき たろう、1985年12月27日（39歳） - ）
ボケあるいはツッコミ担当、立ち位置は向かって左。
- 大阪府枚方市出身[2]。身長163 cm、体重57 kg[2]。
- 両親が教師である。龍谷大学を3回生になる前にて中退[1]。
- 趣味はスキューバダイビング[2]。
- 2007年、ジュノン・スーパーボーイ・コンテストに応募したことがある[4]。
- よしもと漫才劇場で行われた「ファンが選ぶ男前ランキング」で1位に輝いたことがあった。しかし本人によると「これが決まった時には劇場中大ブーイングになった」という[4]。
- 関ジャニ∞のファンクラブに入っており、特に錦戸亮の大ファンだった。
- 2015年頃に自身の衣装が黒色スーツ[5]から銀色スーツ[6]に、2017年の秋頃に銀色スーツから金色スーツ[7]になり、最近では黒に所々に金のポイントが入ったスーツを着ているが、テレビ等の出演の際には金色スーツを着用していることが多い。
- 2019年9月27日、一般女性との結婚を報告[8][9]。
- 2021年3月30日、第1子男児の誕生を報告[10]。
- 「木崎」は誤記。
- 洲崎貴郁（ラニーノーズ）とは同じ地元で、最寄り駅が隣。その関係でスザキザキというユニットを組んでいる[11]。

櫻井 健一朗（さくらい けんいちろう、1984年6月18日（41歳） - ）
ツッコミあるいはボケ担当、立ち位置は向かって右。
- 京都府京都市伏見区出身[4]。身長179 cm、体重57 kg[2]。
- 京都府立洛水高等学校を経て京都文教大学に進学したが、NSCに時間を取られて大学へ行かなくなり届出をしないまま除籍となった[1]。
- 趣味は、ユニバーサル・スタジオ・ジャパンに行くこと、バスケットボール[2]。
- 猫アレルギー[12]。
- 2018年上旬頃に行われていた動画配信アプリ・SHOWROOMの｢よしもと芸人イベント｣にて1位を獲得した。
- よしもと漫才劇場お披露目公演の字幕に見られる「櫻井健一郎」は誤記[13]。
- 結婚観（同居はしたくない等）などから「別闇」とも言われている[14]。
- Vivienne Westwoodのスーツやキーケース、リュック、靴下、コート、ハンカチなどを愛用している。
- 過去には同期である稲田直樹（アインシュタイン）とルームシェアしていた。
- 2022年6月29日に、一般女性との結婚を報告。
- ファイナンシャル・プランニング技能士2級を2023年7月4日に取得。

## 概要
- 2人とも学生時代にNSC大阪校へ28期生として入学。当初は別々のコンビを組んでいたが、同じクラスになり意気投合したのがきっかけでコンビ結成[1]。
- コンビ名の由来は櫻井が京都市伏見区出身、木﨑は大阪府枚方市出身で京都に近く、当時京都の大学に通っており出身地の枚方市から見ても京都の方が近く馴染みがあったとのことで、当時トップに麒麟や千鳥がいたことから漢字のコンビ名がカッコいいと考え京都のイメージも参考にした上で名付けた。
- M-1グランプリ2020で初の準決勝進出を果たす[4][15]。だが、木﨑の新型コロナウイルス感染により敗者復活戦への出場は辞退した[16][17]。

## 芸風
漫才では主に木﨑がボケ、櫻井がツッコミになる。
現在はコント漫才、昔話や怖い話や童話などのコンプライアンスに引っかかるような部分を修正していくという祇園ならではのコンプラ漫才など。
以前は木﨑がウザいナルシストキャラに扮し、櫻井はそれに対して冷静にツッコむといったパターン。木﨑はナルシストを否定し男前を自称しているが、櫻井はこれを否定している。
また木﨑の金色スーツとナルシストキャラは濱家隆一（かまいたち）の提案によるもの。
コントでは役割が逆になることも多い。かつてはブラックユーモアなコントを多用し、持ち味としていた。

## 出演

### テレビ

#### 現在の出演番組
- ウラマヨ!（関西テレビ）準レギュラー
- やすとも・友近のキメツケ!※あくまで個人の感想です（関西テレビ） - リポーターとして不定期出演
- やすとものいたって真剣です（朝日放送）- 木崎のみ真剣ファミリーとして不定期出演
- おべたわ!○○大先生（山陰ケーブルビジョン、2023年4月 - ）
- Y-Tube大賞（BSよしもと、2023年7月11日 - ） - 火曜日MC
- 和泉でギオンがズキュゥーン!（J:COMチャンネル、2025年5月1日 - ）- MC[19]

#### 過去の出演番組
- 炎上base（関西テレビ、2010年1月 - 2010年3月）
- おやかまっさん（KBS京都）リポーター（月1出演）
- やすともの恋愛島（朝日放送テレビ）
- NMBとまなぶくん（関西テレビ）- 不定期出演
- 名門！モウカリマッカー学園～西梅田校新聞部～（テレビ大阪） - 準レギュラー[20]
- バズ★ナイトナマー!（毎日放送）- レギュラー
- せやねん!（毎日放送、2018年12月1日 - 2019年1月26日、2019年4月 - 2022年3月） - レギュラー（第2部）[21]
- よんチャンTV（毎日放送） - 水曜コーナーのVTR出演。

#### 特別番組
＊MCもしくはメインキャスト
- 吉田たち＆祇園の次世代デンジャラスロケツアー（読売テレビ、2019年3月25日）

### ラジオ
- よしもと祇園花月presents GIONラジオ（KBSラジオ）
- オンスト（YES-FM、2015年4月20日 - 2020年9月28日） - 毎週月曜日
- 祇園のNEXT芸人コレクション（ラジオ大阪）[いつ?]
- 松井愛のすこ～し愛して★（MBSラジオ、2017年4月 - 2018年3月） - 木曜日コーナーレギュラー
- 祇󠄀園のすこ～しだけでも使って★（MBSラジオ、2017年6月25日） - 初のラジオ冠番組
- よしもとラジオ高校〜らじこー 木曜日（FM OSAKA、2020年4月2日 - ）

### ネット配信
- GIONチャンネル（FRESHLIVE、2018年1月21日-）
- 祇󠄀園のやりたいことやらナイト（SHOWROOM、2018年11月5日-、2019年6月11日 - ）

### ミュージックビデオ
- 山猿「ひとりぼっちの夜に」（アルバム「あいことば6」2019年5月22日）木﨑のみ

## 関連商品

### DVD
- 凹base（ボコベース）〜baseよしもと水泳大会2010〜
- 凸base（デコベース）〜baseよしもとネタ全集2010～
- 「お待たせしました祇󠄀園のDVDです!」（2019年3月13日）※初単独DVD

### 書籍
- 「別冊＋act.（プラスアクト）Vol.30」（ワニブックス、2018年12月4日）
- 「steady.」2019年2月号（宝島社、2019年2月7日）
- 「steady.」2019年5月号（宝島社、2019年5月7日）

### 楽曲
- 「笑っていれば」（2019年8月7日）※木﨑とラニーノーズ洲崎によるスザキザキのもの
- 「スターチス」（2020年4月1日）※木﨑とラニーノーズ洲崎によるスザキザキのもの

## 賞レースにおける戦績

### M-1グランプリ
| 年度             | 結果         | エントリー No. | 会場                       | 日程     | 備考           |
| ---------------- | ------------ | -------------- | -------------------------- | -------- | -------------- |
| 2008年（第8回）  | 2回戦進出    |                | [大阪]ヨシモト∞ホール大阪  | 11月9日  |                |
| 2009年（第9回）  | 3回戦進出    |                | [大阪]京橋花月             | 11月29日 |                |
| 2010年（第10回） | 3回戦進出    |                | [大阪]京橋花月             | 11月21日 |                |
| 2015年（第11回） | 3回戦進出    | 1126           | [大阪]よしもと漫才劇場     | 10月26日 |                |
| 2016年（第12回） | 準々決勝進出 | 84             | [大阪]なんばグランド花月   | 11月7日  |                |
| 2017年（第13回） | 準々決勝進出 | 2463           | [大阪]メルパルクホール大阪 | 11月2日  |                |
| 2018年（第14回） | 準々決勝進出 | 2328           | [大阪]なんばグランド花月   | 11月5日  |                |
| 2019年（第15回） | 3回戦進出    | 3578           | [大阪]よしもと漫才劇場     | 10月29日 |                |
| 2020年（第16回） | 準決勝進出   | 3444           | [東京]NEW PIER HALL        | 12月2日  | 敗者復活戦棄権 |
| 2021年（第17回） | 準々決勝進出 | 3462           | [大阪]なんばグランド花月   | 11月11日 |                |
| 2022年（第18回） | 準々決勝進出 | 2884           | [大阪]なんばグランド花月   | 11月15日 |                |
| 2023年（第19回） | 準々決勝進出 | 4946           | [大阪]なんばグランド花月   | 12月17日 |                |

### その他
- 2012年 MBS漫才アワード 決勝トーナメント出場
- 2015年 第4回ytv漫才新人賞 第5位
- 2016年 第1回上方漫才協会大賞 トータルコーディネイト賞
- 2016年 キングオブコント 準決勝進出
- 2017年 第47回NHK上方漫才コンテスト 本戦進出
- 2017年 キングオブコント 準々決勝進出
- 2018年 キングオブコント 準々決勝進出
- 2018年 第53回上方漫才大賞 新人賞
- 2021年 第56回上方漫才大賞 奨励賞ノミネート
- 2021年 SDGs-1グランプリ2021  優勝

## 出囃子
- Mr.Children「彩り」

## 単独ライブ

### 2010年
- 3月23日 - ソロライブ「祇園Haaaan!!!」
- 6月27日 - ソロライブ「祇園Haaaan!!!」
- 7月31日 - 祇園のベストネタライブ「はじめまして祇園です」
- 8月8日 - トークライブ「ちょっとネタもやるけど」

### 2011年
- 6月1日 - ソロライブ「祇園のネタ利き温度ライブ旅」
- 8月9日 - ソロライブ「祇園Haaaan!!!」

### 2013年
- 10～12月 - 「祇園の30分」

### 2014年
- 5月30日 - 「祇󠄀園de祇󠄀園〜ネタとコーナーのフルコース、木﨑の写真撮影会を添えて〜」（よしもと祇園花月/京都）
- 8月20日 - 「祇󠄀園de祇󠄀園〜しずるはん、はんなりいけると思ったら、大間違いどすえ〜」（よしもと祇園花月/京都）

### 2015年
- 1月31日 - 「祇󠄀園de祇󠄀園～チーモンはん、脳みそチョーチュウ吸うたろかい！～」（よしもと祇園花月/京都）
- 4月11日 - 「祇󠄀園de祇󠄀園～藤崎はん、春の京都はエライよろしゅおマーケット～」（よしもと祇園花月/京都）
- 8月6日 - 「祇󠄀園de祇󠄀園〜チョコプラはん、真夏の京都にチョコっとプラっとおこしやす〜」（よしもと祇園花月/京都）
- 11月20日 - 「祇󠄀園de祇󠄀園〜アキナはん、木﨑に飽きなや？楽しい過ごさな、あきまへんで〜?」（よしもと祇園花月/京都）

### 2016年
- 2月13日 - 「祇󠄀園de祇󠄀園〜冬の京都は鼻水ジュルジュル、髪にジェル、ゲストジャル〜」（よしもと祇園花月/京都）
- 3月2日 - 「祇󠄀園de祇󠄀園〜相席はん、木﨑のお隣よろしいですか？〜」（よしもと祇園花月/京都）
- 5月20日 - 「祇󠄀園de祇󠄀園～天竺はん、春の京都でチューチューしまひょ～」（よしもと祇園花月/京都）
- 8月18日 - 「祇󠄀園de祇󠄀園～お兄さん、トレンディだね! でもエンジェルは木﨑さんだぞ～」（よしもと祇園花月/京都）
- 11月13日 - 「祇󠄀園de祇󠄀園～あなたはヒザ神、木崎はカオ神～」（よしもと祇園花月/京都）

### 2017年
- 5月14日 - 「祇󠄀園de祇󠄀園～秋の京都に歌ネタキングがおこしどす～」（よしもと祇園花月/京都）
- 8月6日 - 「祇󠄀園de祇󠄀園～スリムクラブはん、激アツな夏の夜にしてもいいですか? いぃよ!～」（よしもと祇園花月/京都）
- 11月26日 - 「祇󠄀園de祇󠄀園～ゲストで出ていただくなんて忍びねぇな! 構わんよ～」（よしもと祇園花月/京都）

### 2018年
- 2月9日 - 「祇󠄀園de祇󠄀園～ラフレクラン冬の京都で温まらん？～」（よしもと祇園花月/京都）
- 4月14日 - 祇󠄀園10周年単独ライブ「ぎおんまつり～Thanksgiving10～」（よしもと漫才劇場/大阪）
- 4月29日 - 祇󠄀園10周年単独ライブ「ぎおんまつり～Thanksgiving10～」（ヨシモト∞ホール/東京）
- 5月19日 - 「祇󠄀園de祇󠄀園～炊きたてネタとふっくらコーナー～」（よしもと祇園花月/京都）
- 7月14日 - 「GIONソロ in 幕張」（よしもと幕張イオンモール劇場/千葉）
- 8月28日 - 「祇󠄀園ファン感謝祭～祇󠄀園のライブ、木﨑を見るか? 櫻井を見るか?～」（よしもと祇園花月/京都）
- 11月9日 - 「ぎおんまつり in NGK」（なんばグランド花月/大阪）
- 11月30日 - 「ぎおんまつり in ルミネtheよしもと」（ルミネtheよしもと/東京）
- 11月30日 - 「祇󠄀園ファン感謝祭 in TOKYO」（ルミネtheよしもと/東京）

### 2019年
- 4月21日 - 「ぎおんまつり～Thanksgiving11～」（ヨシモト∞ホール/東京）
- 4月25日 - 「ぎおんまつり～Thanksgiving11～」（よしもと漫才劇場/大阪）
- 6月16日 - 「祇󠄀園de祇󠄀園～チョコプラがそろりそろりと来てくれるとか、どんだけ～!!～」（よしもと祇園花月/京都）

### 2020年
- 8月8日-GIONデー in COOL JAPAN PARK OSAKA WWホール「GIONネタ」「GIONトーク」
- 11月11日-「ぎおんまつり～Thanksgiving12～」（なんばグランド花月/大阪）

### 各月ライブ
- 「GIONライブ」（GIONチャンネル（FRESHLIVE）にて生放送を配信）
- 「GIONトーク」（GIONチャンネル（FRESHLIVE）にて生放送を配信）